# Comisión Electoral Central (Rusia)

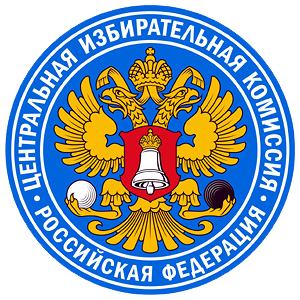
Emblema de la Comisión Electoral Central

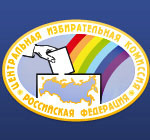
Antiguo logotipo de la Comisión Electoral Central

La Comisión Electoral Central de la Federación de Rusia (en ruso: Центральная избирательная комиссия Российской Федерации, romanizado: Tsentrálnaya izbirátelnaya komíssiya Rossíyskoy Federátsii, abbr. ЦИК, TsIK), también conocida como Tsentrizbirkom (en ruso: Центризбирком), es el organismo de poder superior responsable de celebrar las elecciones federales y supervisar las elecciones locales en la Federación de Rusia fundada en septiembre de 1993. Está formada por 15 miembros. El Presidente de Rusia, la Duma Estatal y el Consejo de la Federación designan cada uno a cinco miembros. Estos miembros, a su vez, eligen al Presidente, Vicepresidente y Secretario. La Comisión está en el poder por un período de cuatro años.
El 30 de enero de 2007, Vladímir Putin aprobó enmiendas a la legislación electoral rusa, que permitirían a personas sin educación superior en derecho convertirse en miembros de la Comisión Electoral Central. 
El 6 de octubre de 2022, el Consejo Europeo impusó sanciones a la Comisión Electoral Central de la Federación de Rusia, así como a su presidenta y vicepresidente, como "responsable de la organización de los referendos ilegales en las regiones ocupadas de Ucrania y, por consiguiente, es responsable de acciones y políticas que menoscaban o amenazan la integridad territorial, la soberanía y la independencia de Ucrania, y apoya y ejecuta esas acciones y políticas